# Étaiement (construction)

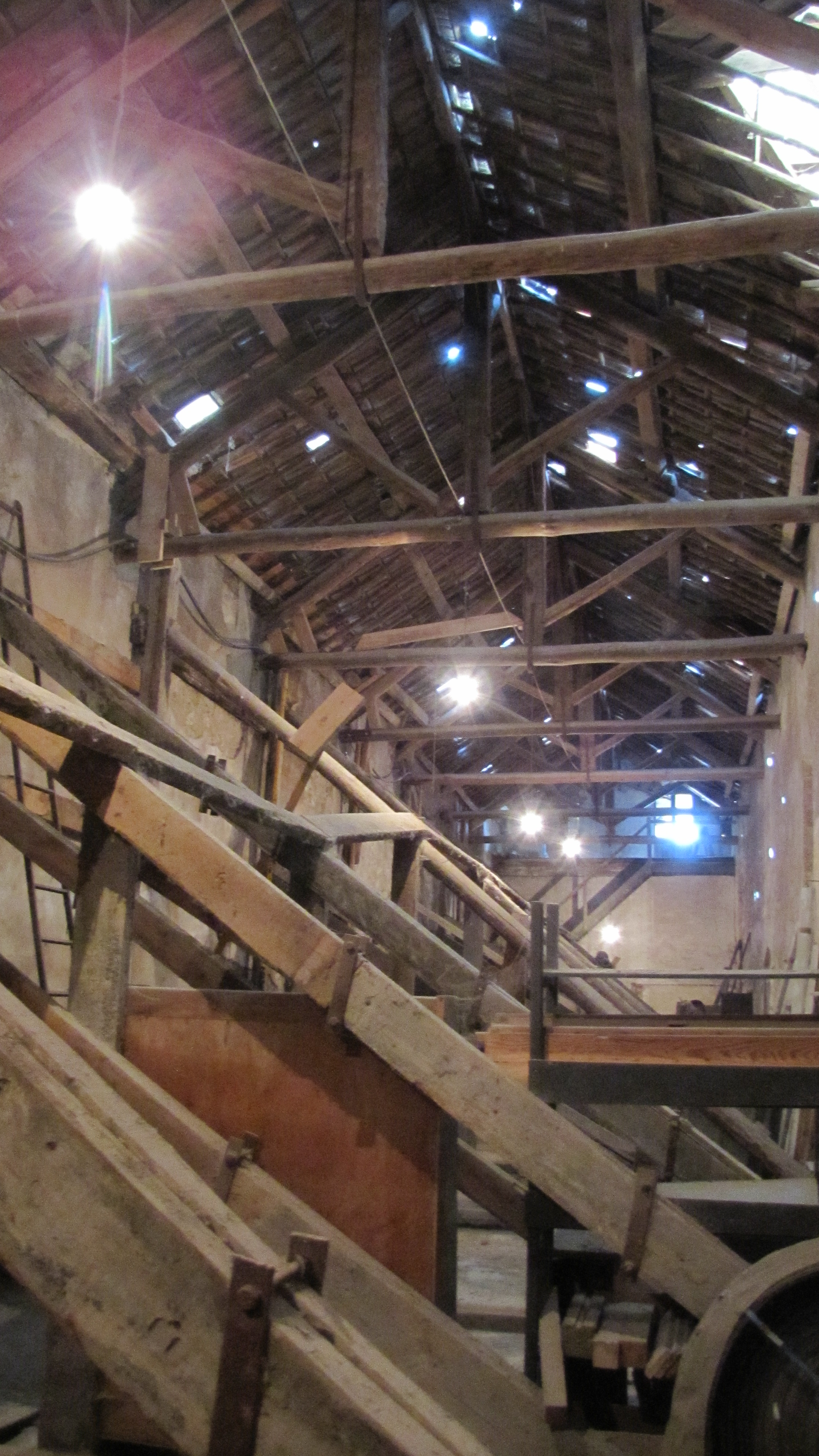
Étaiement de bois du début du XXe siècle, dans les anciens ateliers du Mirat en Espagne.

 (janvier 2019).
Si vous disposez d'ouvrages ou d'articles de référence ou si vous connaissez des sites web de qualité traitant du thème abordé ici, merci de compléter l'article en donnant les références utiles à sa vérifiabilité et en les liant à la section « Notes et références ».
Pour les articles homonymes, voir Étai.
L'étaiement ou étayage (plus rarement étayement) désigne l'action de poser des pièces d'étai ou d'installer des éléments de soutien sur un ouvrage quelconque pour supporter des charges et éviter un affaissement. L'étaiement désigne également le résultat de l'installation soit l'assemblage des pièces d'étai servant à supporter des charges. L'étai est une pièce de charpente en bois et/ou en métal s’apparentant à un poteau destinée à soutenir des charges. Pièce de bois droite, rigide, dont on se sert pour soutenir une construction qui menace ruine.  
Les étaiements sont utilisés dans la construction de différents ouvrages tels que des bâtiments ou des ponts pour soutenir une partie de la construction et pour les coffrages. Ils sont temporaires et sont retirés à la fin des travaux.   

## Types

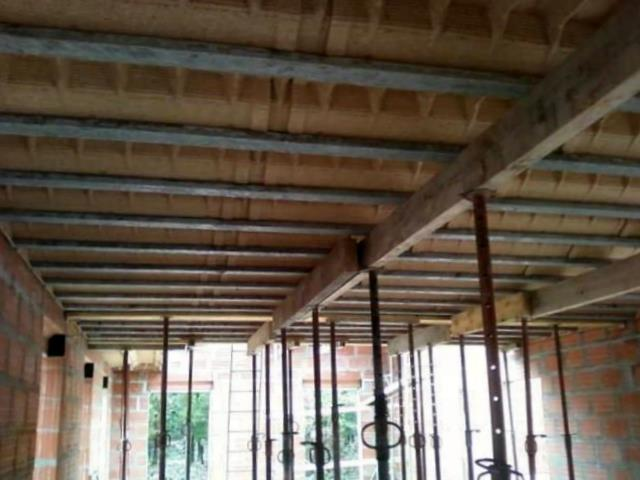
Le plancher hourdis est soutenu par des étais pendant toute la période de cure du béton.

Il existe différents types d'étaiement selon la complexité de la charge à supporter: 
- Étai simple : poteau en bois ou en métal ;
- Tour d'étaiement : assemblage d'étais simples et de contreventement ;
- Pylône d'étaiement : empilement de caissons treillis.

## Élaboration d'un plan d'étaiement
Les plans d'étayage sont élaborés par des ingénieurs qui sélectionnent le matériau et le type d'étai et décident de l'assemblage de l'étaiement en fonction des charges à supporter. Le calcul d'un étaiement prend en compte la charge à supporter, la hauteur de l'étaiement, le type et le nombre d'appuis ainsi que les forces externes telles que le vent. L'objectif d'un étaiement est d'obtenir un équilibre des forces neutre. 
Dans les calculs de charges, il est essentiel de considérer les éléments suivants :
- la charge à étayer (exemple: le poids du béton frais, le poids du coffrage, etc.) ;
- la qualité et la quantité d'appuis (le type de sol, la surface d'appui, etc.);
- les charges de construction (personnel, machinerie, entreposage de matériaux, descente de charge d'étage supérieur, etc.)
- les charges externes (vent, neige, etc.).

Pour les étaiements plus complexes, des éléments de contreventement doivent être ajoutés pour renforcer et stabiliser la structure afin d'éviter les déformations et le flambage des étais. 
Les causes les plus courantes de ruine d'un étaiement sont:
- la surcharge trop importante au vu de la résistance intrinsèque de l'étai ;
- un mauvais contreventement conduisant a une non reprise des efforts horizontaux (effet château de carte) ;
- une rupture des cales se trouvant sous l'étai ou un tassement du sol.